# توماس هاستينغز
توماس هاستينغز (بالإنجليزية: Thomas Hastings)‏ هو ملحن أمريكي، ولد في 15 أكتوبر 1784، وتوفي في 15 مايو 1872.

## وصلات خارجية
- توماس هاستينغز على موقع ميوزك برينز (الإنجليزية)
- توماس هاستينغز على موقع ديسكوغز (الإنجليزية)